# Paul Teyssier
Paul Teyssier (Argentan, 12 de dezembro de 1915 – Meudon, 10 de janeiro de 2002) foi um linguista, lusitanista e tradutor francês. Ficou conhecido principalmente por ter escrito uma das primeiras gramáticas do português (europeu e brasileiro) publicadas na França e por sua obras La langue de Gil Vicente e Histoire de la langue portugaise. Era professor emérito da Universidade Paris-Sorbonne (Paris IV), onde criou o Departamento de Português.
Boa parte de sua carreira se passou fora da França: lecionou e teve cargos administrativos em Portugal, (de 1941 a 1947), na Tunísia (de 1958 a 1961), na Itália (de 1962 a 1967) e no Senegal (de 1967 a 1971). Tais experiências internacionais tiveram forte impacto em suas pesquisas.

## Vida

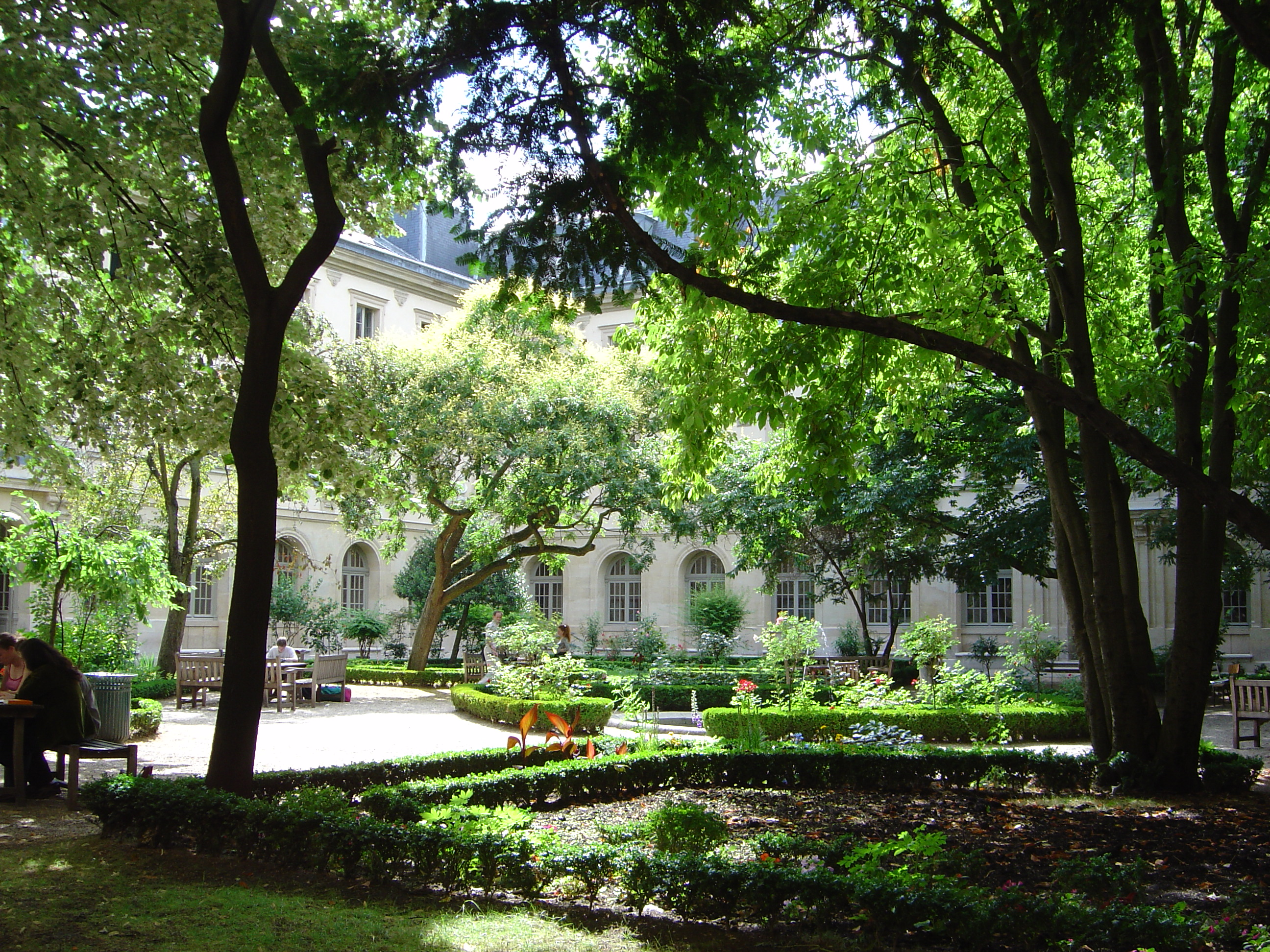
Teyssier cursou letras na Escola Normal Superior de Paris.

### Primeiros anos
Paul Teyssier nasceu em Argentan, na Normandia, em 12 de dezembro de 1915, sendo o segundo de três irmãos. À época, seu pai, que era médico, estava mobilizado na Primeira Guerra Mundial; quando retorna, instala consultório em Cloyes-sur-le-Loir, no departamento de Eure-et-Loir.
Ele completa seus estudos em Vendôme, uma cidade vizinha, e, mais tarde, conseguindo fazer os cursos preparatórios no Lycée Louis-le-Grand, em Paris, é selecionado para o curso de letras da Escola Normal Superior. Estuda, nessa época, com André Monteil, que posteriormente se notabilizaria por sua carreira política, sendo senador pelo departamento do Finistère de 1959 a 1971 e ministro da Saúde no governo de Pierre Mendès France.

### Segunda Guerra Mundial e início da carreira
Em 1939, recém-casado, recebe o título de agrégé (concursado). Ele recebera treinamento militar na Escola Normal Superior e, com o início da Segunda Guerra, é promovido a oficial na Academia Militar de Saint Maixent. Junto a Jean Sauvagnargues, futuro diplomata, é preso em Antony, na região parisiense, mas logra fugir. Nascem seus filhos, gêmeos.
É desmobilizado das obrigações militares e consegue seu primeiro emprego no Lycée Edmond Perrier de Tulle, onde leciona por um ano. Tem, entre seus alunos, Marcel Conche, futuro filósofo. À época, Teyssier não conhecia a língua portuguesa, que era vista como uma "língua rara" na França. Em 1941, ainda com a guerra em andamento, decide lecionar no exterior e tem de escolher um país neutro. Decide por Portugal e, no mesmo ano, inicia seu trabalho na Ecole Française de Lisbonne, o futuro Institut Français. Transfere-se, em 1944, para o Porto, onde fica até 1947, tendo o cargo de diretor do Institut Français. Nesse ano, retorna a Paris, para trabalhar na Direction générale des Relation Culturelles, scientifiques et techniques.

### Outras experiências internacionais
Em 1953, volta a lecionar, trabalhando como professor de português na Faculdade de Letras de Toulouse. Dá continuidade, então, às pesquisas que resultam na sua tese de doutorado La langue de Gil Vicente, defendida na Sorbonne em 1956. Depois, deixando novamente de lecionar, passa a ser Conselheiro Cultural junto à Embaixada da França em Túnis e chefe da missão universitária e cultural francesa na Tunísia. Entretanto, com a independência do país, tem de retornar à França, tendo a segurança e o repatriamento da missão francesa sob a sua responsabilidade. Deixa Túnis em 1961.

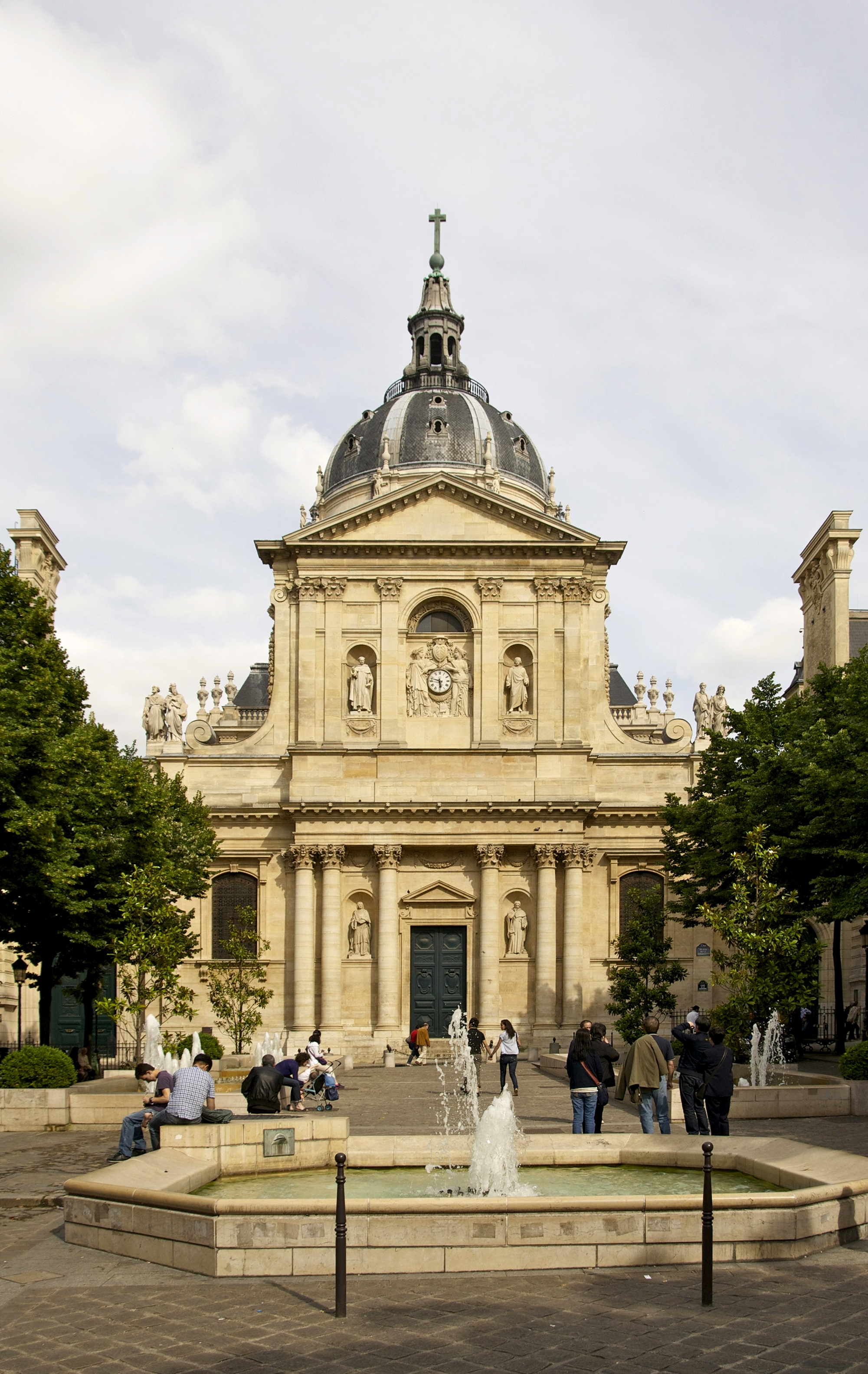
Teyssier passou boa parte de sua carreira lecionando na Universidade Paris-Sorbonne, onde era professor emérito.

É diretor, em 1962, do Institut Français de Nápoles e, depois, torna-se Conselheiro Cultural da Embaixada da França em Roma e chefe da missão universitária e cultural francesa na Itália. Aprofunda, assim, seus conhecimentos de línguas românicas com o estudo do italiano. Em 1967, volta à África, indo ao Senegal para ser Reitor da Academia de Dakar — o último francês a ocupar tal posição. Associa-se, nesse período, ao presidente Léopold Sédar Senghor, que também era poeta e gramático. Interessa-se pelas línguas da região, como o uolofe, mas especialmente pelos crioulos de base portuguesa de Casamansa.

### Carreira acadêmica na França
Em 1971, sua carreira se estabiliza, sendo nomeado professor da Universidade Paris-Sorbonne. Lá, cria o departamento de português e, até 1987, ano de sua aposentadoria, desempenha diversas funções em órgãos franceses: diretor do Instituto de Estudos Ibéricos e Latino-Americanos; presidente do júri nacional da agrégation de português e do Comitê de Redação do Bulletin des Études Portugaises et Brésiliennes; membro do Comitê Nacional da Pesquisa Científica (área de linguística, línguas e literaturas estrangeiras); entre outros cargos. Quando de sua aposentadoria, recebe o título de professor emérito, continuando trabalhos de pesquisa até sua morte. Sua última obra, intitulada L'intercompréhension romane: du français à l’espagnol, à l’italien et au portugais, é publicada entre 2002 e 2003.